# Tribadismo

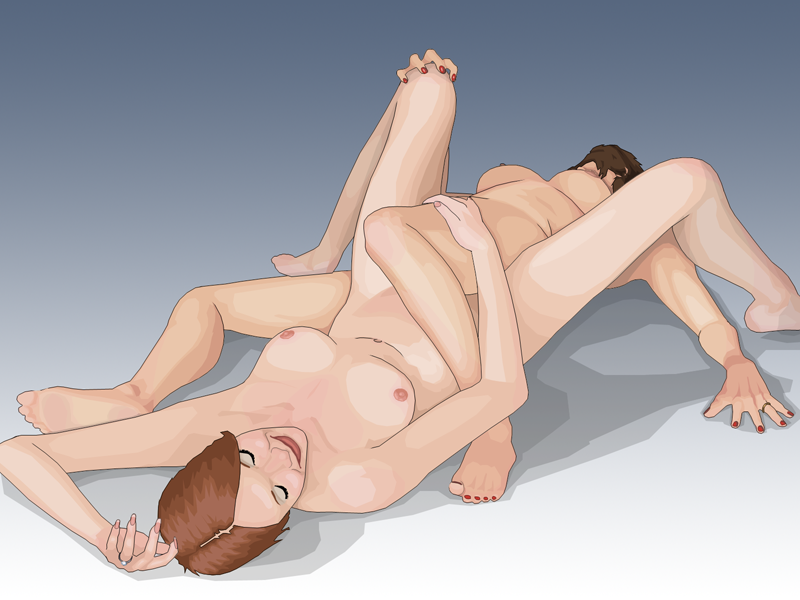
Una posición de tribadismo.

El tribadismo es una práctica de sexo genitogenital entre dos mujeres.

## Etimología
El término tribadismo deriva del verbo τρίβω (tríbō) del griego antiguo, que significa ‘frotar’ (también tribein). En la Grecia antigua, una mujer que frotaba o restregaba sus órganos genitales con los de otra mujer, era llamada una «tríbade» (τρίβας).

## Características
El tribadismo es una antigua práctica lésbica que el cine erótico o pornográfico no incluía mucho en el pasado como práctica comercial, pero que actualmente ha adquirido mayor visibilización. 
Esta es una de las formas de gratificación sexual que se basan en la estimulación sexual mediante el frote de zonas erógenas; este frote es una actividad sexual sin penetración que puede ser practicada con ropa o sin ella.
Durante el acto de tribadismo, las mujeres presionan y restriegan sus vulvas una contra la otra, estimulándose el clítoris y otras partes erógenas hasta alcanzar el orgasmo. Al igual que el sexo heterosexual, el tribadismo se puede practicar por medio de diferentes posiciones. En algunos casos se puede conseguir un contacto directo de ambos clítoris. También hay poses de pubis contra rodilla o muslo y pubis contra pubis. Una variación es que una participante se estimule el clítoris contra los glúteos de su pareja mientras la estimula manualmente. 
La posición de tribadismo más común es generalmente llamada la "posición de las tijeras", consistente en el enlace cruzado, desde lados opuestos, de las piernas de ambas mujeres.

## Coloquialismos
En España se lo denomina coloquialmente «hacer la tijera»; también se le llama comúnmente «untar», «raspar», «rastrillar» y «restregarse», «hacer una tortilla». A las lesbianas se las denomina «bolleras», «cachaperas», «tortilleras», «tortarellas», «torteletas», «tortas», entre otros nombres.
En países de habla inglesa se usan los términos scissoring (‘tijerando’), slamming clams (‘golpearse las almejas’), tribbing (‘tribadear’).
Un término usado en documentos chinos es mó jìng (‘pulir espejos’).

## Tribadismo entre las bonobo
Las hembras de los bonobo (chimpancés pigmeos) de África Central practican sexo genito-genital. Es la actividad sexual que más se les ha visto practicar. Se ha observado que por medio de esta práctica establecen lazos sociales entre ellas y así forman una estructura social centrada alrededor de las hembras.[cita requerida]

### En español
- Cantizano Pérez, Félix. Eros prohibido: transgresiones femeninas en la literatura española anterior al siglo XVIII AnMal Electrónica 32 (2012) ISSN 1697-4239

### En inglés
- J. N. Adams The Latin Sexual Vocabulary, 1982, ISBN 0-8018-4106-2
- David M. Halperin. «Homosexuality», (pp. 722-3) en The Oxford Classical Dictionary, tercera edición, 1996, ISBN 0-19-866172-X

- Datos: Q376032
- Multimedia: Tribadic positions / Q376032